# Wohnplatz bei Ballynagilly
Der Wohnplatz bei Ballynagilly (irisch Baile na nGiolla) in der Gemeinde Cookstown im County Tyrone in Nordirland birgt die Reste eines Gebäudes. Die ursprünglich von einem tiefen Sumpf umgebene Siedlung wurde später völlig von Torf bedeckt, unter dem sich Spuren der Besiedlungsgeschichte vom Neolithikum über die Bronze- bis zur Eisenzeit erhalten haben.
Die Siedlung wurde seit der Mitte der 1960er Jahre von Arthur ApSimon ausgegraben und untersucht. Dabei stellte sich heraus, dass hier schon um 3200 v. Chr. Gebäude errichtet worden waren. Das Datum wurde durch stratigraphische Untersuchungen, Pollenanalysen und C14-Datierungen bestätigt. Untersuchungen im Bereich des Platzes und seiner Umgebung setzen seine Geschichte mit den prähistorischen Gegebenheiten der Flora in Beziehung. Aus im Sumpf ermittelten C14-Daten wurden eine Chronologie der Vegetationshistorie abgeleitet.
Die ältesten aus organischem Material gewonnenen Daten stammen von etwa 8000 v. Chr. Im frühen Postglazial gab es zunächst eine Wacholderflora mit eingestreuten Birken und Weiden. Bis etwa 6000 v. Chr. blieb der Wasserspiegel niedrig. Ulmen, Eichen, Haselnuss und Kiefern sorgten für eine dichte Bewaldung. Die 5000 v. Chr. erstmals nachzuweisenden Erlen erlangten bis 3500 v. Chr. kaum Bedeutung. Die aus Brandrückständen von Kiefer, Eiche und Haselnuss gebildete Holzkohle (ein Anzeichen für Brandrodung), wurde auf etwa 3200 v. Chr. datiert. Dieses Datum stimmt mit den Daten des neolithischen Gebäudes überein. Die neolithische Phase dauerte einige Jahrhunderte, die wechselweise von Rodung und Waldregeneration begleitet wurden. Während dieser Epoche können verschiedene Arten von Landwirtschaft betrieben worden sein. Vor einer erneuten Besiedlung des Platzes zur Glockenbecherzeit (2000 v. Chr.) erfolgte seine völlige Aufgabe und seine Wiederbewaldung. Ab etwa 2200 v. Chr. weist die Abnahme der Kiefernpollen auf menschliche Aktivitäten in der Umgebung. Ab etwa 1800 v. Chr. entwickelte sich Heide und weitete sich in der frühen Bronzezeit aus. Zwischen 1650 und 200 v. Chr. gab es mehrere Abfolgen von Aufwaldungen und Rodungen.

## Älteste Gebäude
Eine wichtige Entdeckung in Ballynagilly war ein neolithisches Holzgebäude. Es stand auf einem 200 m hohen Hügel. Die west-östlich orientierte Behausung war fast quadratisch und maß etwa 6,5 × 6,0 Meter. Sie zeigt im Wandbereich nur wenig Abweichung zur Bauweise einiger alter Häuser in der Gegend. Zur Herstellung der Wände wurden ein 30–40 cm breiter und 20–30 cm tiefer Graben ausgehoben. In ihn wurden radial gespaltene Eichenplanken gesetzt und mit Steinen befestigt. Die Spuren der Pfostenlöcher ergaben nur ein sicheres Bild über die Position der Nord- und Südwand. Die Ost- und Westseite des Gebäudes war möglicherweise offen. In der Mitte des Hauses gab es ebenfalls Pfostenlöcher, in denen Stämme standen, die eventuell das Dach trugen.
Das Bauwerk wurde durch Feuer zerstört. Holzkohle ermöglichte es, ein Radiokarbondatum von 3215 v. Chr. zu ermitteln. Das Gebäude hatte zwei Herde. Eine kleine Grube enthielt Scherben. Weitere Fragmente von Keramik wurden zusammen mit Feuersteinwerkzeugen außerhalb des Gebäudes gefunden.
In der Nähe des Fundplatzes befindet sich das Court tomb von Creggandevesky, in dem ein Stück Keramik mit dem Abdruck eines Gerstenkorns aus dem Neolithikum gefunden wurde.
Welche Aussagen die Erforschung des vorzeitlichen Wohnplatzes zum Übergang vom Mesolithikum zum Neolithikum, also zur Entwicklung von einer Jäger- und Sammler-Gesellschaft zur Ackerbau betreibenden Kultur in Irland liefern kann, ist Gegenstand von Diskussionen.